# I, Carumbus
«I, Carumbus» (укр. «Я, Карамбій») — друга серія тридцять другого сезону мультсеріалу «Сімпсони», прем'єра якої відбулась 4 жовтня 2020 року у США на телеканалі «Fox».

## Сюжет
Сім'я відвідує експозицію Стародавнього Риму у Спрінґфілдському історичному музеї. Там Мардж і Гомер сваряться через те, що Гомер не взяв участь у програмі підвищення кваліфікації для керівних посад, і Мардж хоче, щоб Гомер докладав більше зусиль. Коли куратор музею чує їхню історію, він розповідає їм історію життя Череваніуса Жирного (англ. Obeseus the Wide).
Череваніус (Гомер) виріс у бідній сім'ї, де йому довелося замість мула самому орати землю, нарощуючи свої силу і м'язи. Коли батько заробив достатньо грошей працею сина, він купив собі мула, а Череваніуса продав його до Риму. Його продали як бійця в Колізей.
Під час першого свого бою проти гладіатора Рейном Вульфусом Череваніус здобув перемогу. Коли донька покупця Марджора (Мардж) побачила перемогу, вона не дала розлюченому батькові (Жирному Тоні) вбити його.
Череваніус та інші гладіатори поклялись, що той, хто звільниться першим, звільнить решту. Коли з'ясувалося, що Череваніус запліднив Марджору, його звільнили, і він був змушений одружитися з дівчиною. Батько Марджори запропонував хлопцю його друзів як слуг на його нову керівну посаду — управитель пральні. Череваніус хоче звільнити друзів, але Марджора відмовляє його…
За 10 років Череваніус і його сім'я розбагатіли і переїхали на нову землю. Його друзі знову попросили звільнити їх тепер, коли він став багатим, але він знову відмовився.
Коли у церкві Череваніус і Марджора не змогли отримати перші місця, тому що чоловік не був сенатором, Марджора пропонує Череваніусу стати ним. Однак, імператор (Квімбі) відмовляє Череваніусу. Тоді політично прийомний син імператора Мортіус (містер Бернс) пропонує йому вбити імператора, щоб Мортіус міг успадкувати посаду, а Череваніуса зробити сенатором. Так і стається і Череваніус стає римським сенатором…
Ще за 10 років Череваніус ще більше розжирів, відмовляв у звільненні своїх друзів і не проводив життя зі своїми дітьми. Марджора хотіла більшого, — вбити імператора Мортіуса, і зайняти його посаду. Потайки вона це робить і цього разу просуває свого сина Бартіґулу (Барта) в імператори. Однак Бартіґула Придурок прославився своєю жорстокістю а, відчувши, що втрачає римлян, проголосив себе богом. Коли, врешті решт, Череваніус, його батько, не витримує, Бартіґула відправив його на поталу левам.
Коли дочка Череваніуса (Ліса) прийшла до темниці, щоб врятувати і вивести на волю батька, той відмовився і кинув виклик Бартіґулі. Після швидкої битви обидва померли: Череваніус отримав смертельну рану, а Бартіґулу задушив батько. Коли Марджора побачила помилки своїх амбіцій, то отруїлася до смерті. Через 400 років Рим згорів дотла…
Повернувшись у сьогодення, Сімпсони починає сперечатися через розповідь. За цим спостерігають боги з надією, що шоу (життя смертних) незабаром закінчиться…

## Виробництво
Ідея для серії прийшла від виконавчого продюсера Метта Селмана, який хотів зробити хоч щось пов'язане зі Стародавнім Римом.
Одразу після прочитання сценарію сценарист серії Сезар Мезаріегос, режисер Роб Олівер і виконавчий продюсер Метт Селман витратили місяці на дослідження деталей Стародавнього Риму.
Актор Майкл Пелін позитивно відгукнувся про свій досвід роботи озвучення у серії, сказавши, що це було «чудово» і що він з нетерпінням чекав побачити, як виглядатиме його персонаж після запису. «Попросити виступити в якості гостя в „Сімпсонах“ — це майже те ж саме, що поїхати до Букінгемського палацу, але не так смішно!…».
Початковий, цензурований момент, коли Череваніус показує дупу Бартіґулі, за словами Метта Селмана, «можна описати лише як „суперперпук“».

## Цікаві факти і культурні відсилання
- Битви Череваніуса проти гладіаторів є відсиланням до телесеріала «Спартак»[5].
- Імператор Квімбі наспівує мелодію з мультфільму 1970-х «Римські канікули»[6].
  - Також мелодія звучить у кінцевих титрах[7].
- Боги у фінальній сцені: Юпітер, Юнона, Діана і Меркурій[7].

## Ставлення критиків і глядачів
Під час прем'єри серію переглянули 1,51 млн осіб з рейтингом 0.5, що зробило її найпопулярнішим шоу на каналі «Fox» тієї ночі.
Тоні Сокол з «Den of Geek» дав серії три з половиною з п'яти зірок, сказавши:
|  | Це одна із багатьох серій, які стануть смішнішими при повторному перегляді. Це не викличе більше сміху, але відсилання будуть здаватися розумнішими. Поваги та уваги до історичних дурниць трохи більше, ніж до більшості подібних епізодів. |

Джессі Берета із сайту «Bubbleblabber» оцінив серію на 9/10, сказавши, що це — «одна із наймасштабніших серій, які коли-небудь намагалися зняти „Сімпсони“. Вони зробили це з відзнакою, і це суттєво окупилося шанувальниками».
У березні 2021 року сценарист серії Сезар Мезаріегос був номінований на премію Гільдії сценаристів Америки в області анімації 2020 року.
Згідно з голосуванням на сайті The NoHomers Club більшість фанатів оцінили серію на 4/5 із середньою оцінкою 3,78/5.